# Szarvaskő
Szarvaskő község Heves vármegye Egri járásában, a Bükki Nemzeti Park nyugati szélén. Magyarország egyik legszebb fekvésű települése.

## Fekvése

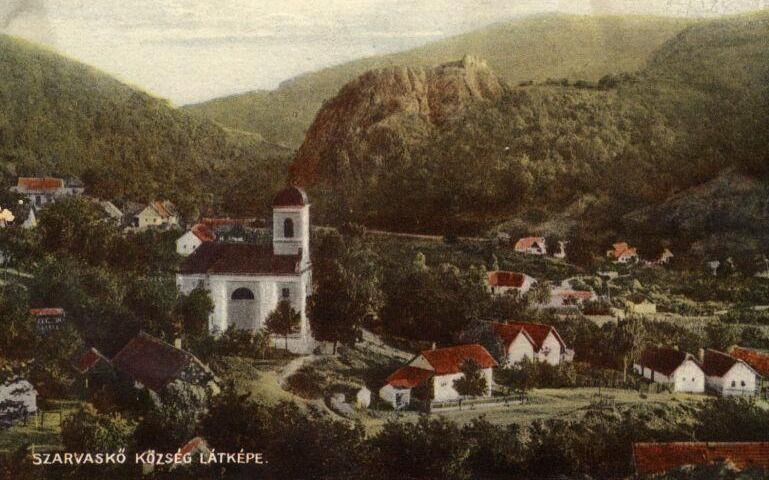
Szarvaskő látképe az 1910-es években (régi képeslap)

Szarvaskő Egertől 11 km-re északra, Szilvásváradtól 17 km távolságra délre fekszik, a Bükk nyugati pereme alatt elterülő völgykatlanban, az Eger-patak mentén. A település kivételes szépségét a fekvésének köszönheti. A falun észak felé áthaladva a patak, az országút és a vasút egészen közel kerül egymáshoz, egy festői sziklaszurdokban haladnak tovább a hegyek között. A sziklaszoros keleti oldalán található a várhegy, a nyugati oldalán pedig a meredek, párnaláva sziklákkal kialakult Keselyű-hegy, amely oly mértékben összeszűkíti a völgyet, hogy az országút és a patak egy függőlegesen levágott sziklafal alatt, az Eger–Putnok-vasútvonal pedig két hídon és két alagúton tud áttörni északi irányába.
„Szarvaskő a Bükk-hegység egyik gyöngyszeme, Eger városától kb. 10 km-re fekszik az Egri völgyben, az Eger-patak és a Bükk egyetlen É-D-i vasúti és közúti átjárója mentén ott, ahol kissé enged a sziklahegyek szorítása. A hegyek által teljes körben átölelve terül el, csodálatosan szép természeti környezetben, amely hirtelen, átmenet nélkül tárul az idelátogató elé. A távolabbi kilátást a faluból a hegyek teljes körben eltakarják, de amit közelről lát az ember, az maga a csoda, mert itt a természet minden ház küszöbéig ér.”
A közvetlenül határos települések: észak felől Mónosbél, északkelet felől Bélapátfalva, délkelet felől Eger, délnyugat felől Egerbakta, nyugat felől Bátor, északnyugat felől pedig Egerbocs.

### Megközelítése
Legfontosabb közúti megközelítési útvonala a 25-ös főút, mely végighúzódik a belterületén is, illetve az északi határában lehet róla letérni a 2506-os útra, Bélapátfalva-Szilvásvárad-Vadna irányába. A hazai vasútvonalak közül a Füzesabony–Putnok-vasútvonal érinti, melynek egyetlen itteni megállási pontja, Szarvaskő megállóhely a lakott terület északi szélén helyezkedik el, légvonalban alig pár száz méterre a szarvaskői vártól.

## Nevének eredete, változatai
Lásd még: Szarvaskői vár
Szarvaskő helynevének eredete nem is a településhez, hanem az északról föléje magasodó sziklahegyhez (mai nevén a Várhegyhez) kapcsolódik, amelynek elnevezése részben mondákból, részben írásos történeti dokumentumokból, részben az emberek által megfigyeltekből, tapasztalatokból fakad.
Az egyik legenda szerint a sziklahegy neve onnan származik, hogy egy vadászoktól és a kutyáiktól üldözőbe vett szarvas a későbbi vár helyén annyira megszoríttatott, hogy e nemes állat ijedtében a szikla csúcsáról a mélységbe ugrott, és innen nevezték el a sziklahegyet Szarvas-kőnek.
A vár alatt felépülő kis települést már 1330-ban Kerekkő-váraljának, illetve Püspökvár-aljának nevezték. 1570-ben a község neve már Zarwaskew-alja (Szarvaskő-alja), 1773-tól kezdődően pedig egészen 1984-ig Szarvaskő. 1985-től 2002-ig Eger-Szarvaskő, 2003-tól pedig újra Szarvaskő néven lesz önálló önkormányzattal rendelkező település.

## Története

### A szarvaskői vám
Szarvaskő alapítási évéről nincs pontos adat, mivel az egri levéltár a történelem folyamán többször megsemmisült. A település a környékével együtt hosszú időn át egészen 1945-ig az egri püspökség, ill. érsekség birtoka volt.
Első magyar lakosai Szalaházy Tamás egri püspök (1217–1224) vagy II. Kilit (Clétus) egri püspök betelepített hajdúlegényei voltak, akik a szarvaskői jövedelmes vámszedőhely feladatainak ellátását, védelmét és az odavezető út karbantartását végezték. Az 1220–1230-as években a megye egyik legfontosabb útja az Eger-patak völgyén keresztül vezetett Budáról Hatvanon ésEgeren át az felső-magyarországi bányavárosok felé. A kereskedelem megindulásával együtt járt a vámszedőhelyek kiépítése is. Az 1241. évi tatárdúlás elnéptelenítette a Kerekkő alatti kis települést, és a környező településeket is. Az újabb betelepítések 1248 után történtek, amikor újra működésbe lépett a vámszedőhely, és megkezdődött a vár építése. A vámhely még 1558-ban is jól jövedelmezett, de a vám jövedelme 1577-re már annyira lecsökkent, hogy Radéczy István püspök (1572–1586) megszüntette. A szarvaskői vám 350 évig működött gazdaságosan.

### Várának története

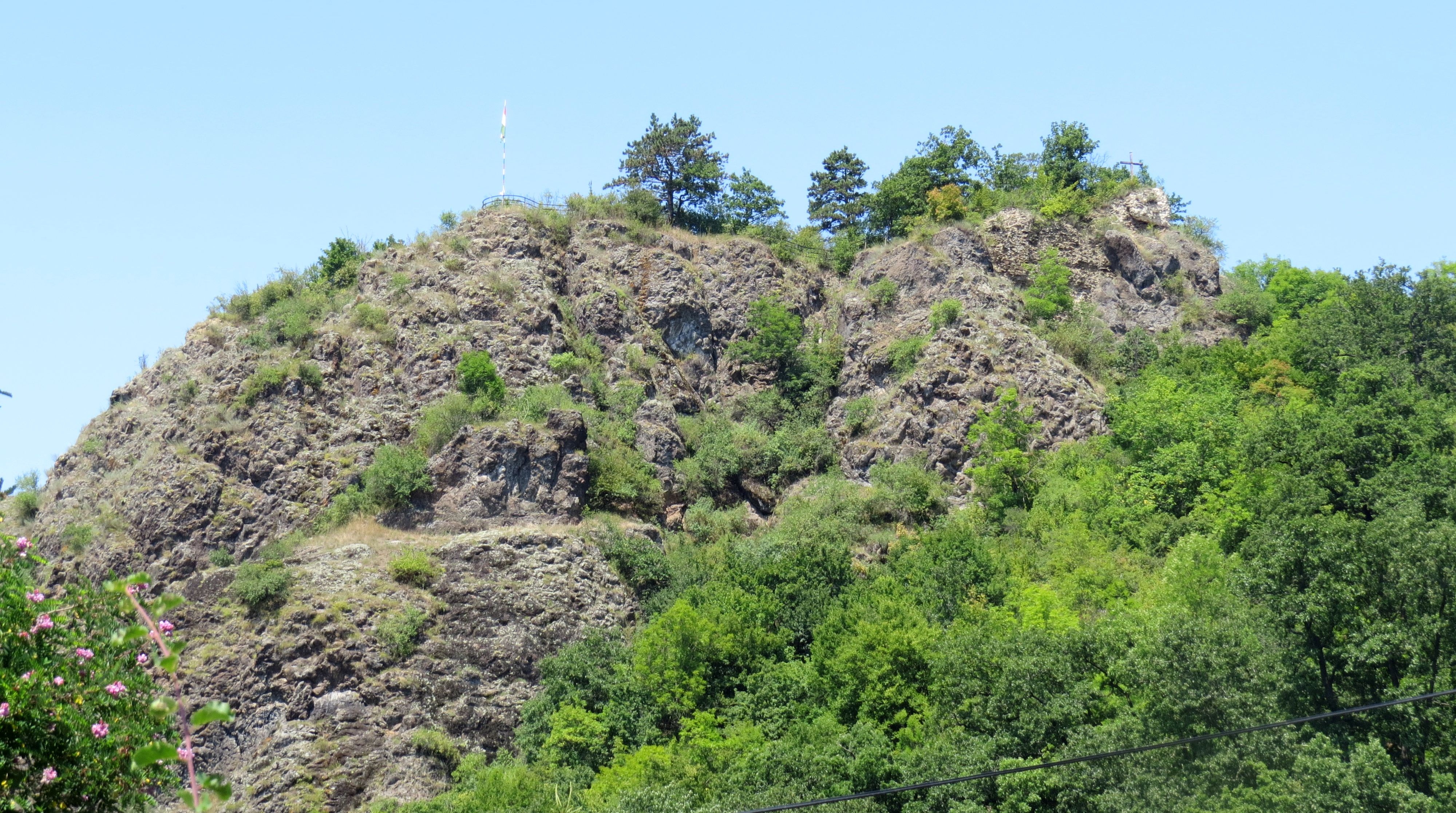
Szarvaskő hegye az egykori vár csekély romjaival (2019)

Szarvaskő középkori története szorosan összefüggött várának sorsával. A várat először az egri káptalan 1295. évi határjáró oklevele említette; a helység határán túl ekkor a bátori terület volt található. Az 1332–1337. évi pápai tizedjegyzék felsorolásában szerepel plébániája is, sub castri episcopi név alatt. 1438-ban várnagyát is említették, aki egyúttal az egri püspökség tisztje is volt. 1527-ben Szapolyai János király a várat és az alatta fekvő falut Erdődi Simon egri püspöknek adományozta, aki testvérét, Pétert tette meg várnagynak. Eger 1527-ben I. Ferdinánd birtokába került. 1530-ban Szarvaskő várnagya a Ferdinánd-párti Horváth Ferenc lett, aki a vár összes tartozékait elfoglalta. Az I. Ferdinánd által kinevezett Szalaházy Tamás (†1536) egri püspök kénytelen-kelletlen belenyugodott ebbe a helyzetbe, az elfoglalt püspökségi javakat zálogba adta Horváth Ferencnek. A rendek az 1545. évi országgyűlésen a szarvaskői vár lerombolását határozták el, és kimondták, hogy a vár jövedelmeit az egri vár fenntartására fordítsák. 1549-ben, Oláh Miklós egri püspökké történt kinevezése után Horváth Ferenc átadta a szarvaskői várat Dobó Istvánnak, aki Szarvaskőre Szalkay Balázst nevezte ki várnagynak. 1558-ban Verducz Antal, az újonnan kinevezett egri püspök vette birtokába a várat, és várnagyul Gadóczy Gábort nevezte ki.

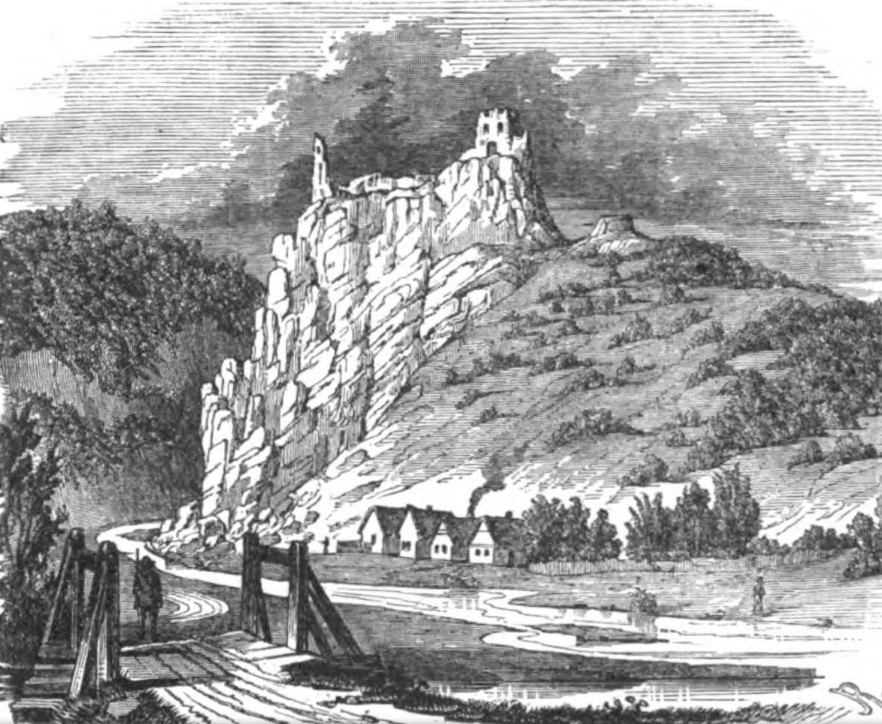
Szarvaskő egy 1853-ban készült metszeten

1596-ban, Eger eleste és a szerencsétlen kimenetelű mezőkeresztesi csata után Gáll János várnagy az őrséggel együtt megfutamodott, elhagyta a várat, így Szarvaskő ekkor a törökök kezébe került, és innentől a hatvani szandzsákba tartozott. „Kormos János (balatonyi) a szarvaskői vár parancsnokát, egy híres, vitéz török béget, midőn az rablásairól várába visszatért, a monosbéli szorosban fiai, unokái és rokonaival megtámadván, azt párbajban legyőzte s fejét úgy levágta, hogy az lábaihoz hullott. E fejet aztán János, hogy meg ne rothadjon, besózta s személyesen felvitte Bécsbe a királyhoz, honnan hazatérve, a szarvaskői törökök meglesték s ugyanott, hol ő a béget megölte, felkonczolták, s később egyik fiát karóba húzták.” (Borsod megyei levéltár 1745-1749.-i vizsgálat). A vár egészen 1687-ig maradt török kézben, amikor a törökök Dória János hadainak közeledtére belátták az erőd tarthatatlanságát, és odahagyva a várat, Egerbe vonultak. Eger visszavétele után a vár ismét az egri püspökök birtokába került. Ide vonult vissza 1710-ben Telekessy István egri püspök, aki II. Rákóczi Ferenc alatt oly nevezetes szerepet játszott. Miután püspöki méltóságától megfosztották, itt készítette védőiratát, melynek eredményeképpen, a pápa közbenjárására, visszakapta főpapi székét. Ettől kezdve a helység 1848-ig az egri püspökség, majd érsekség földesúri hatósága alá tartozott. Szarvaskő a születésétől kezdve több mint 600 éven át, egészen 1863-ig az egri püspökök, illetve 1804-től az egri érsekek jobbágyfaluja volt.

### A Pyrker-út és a vasút
Eger kereskedelmében évszázadokon át súlyos problémákat okozott, hogy az észak-déli irányú útjai nehezen járhatóak voltak. A legrövidebb, legkönnyebben járható összeköttetést az Eger-patak völgye kínálta, de ez az út a szarvaskői sziklaszurdokban átjárhatatlan volt, így az igaerővel vontatott szekérkocsis forgalom itt kiszorult a völgy két oldalára. 

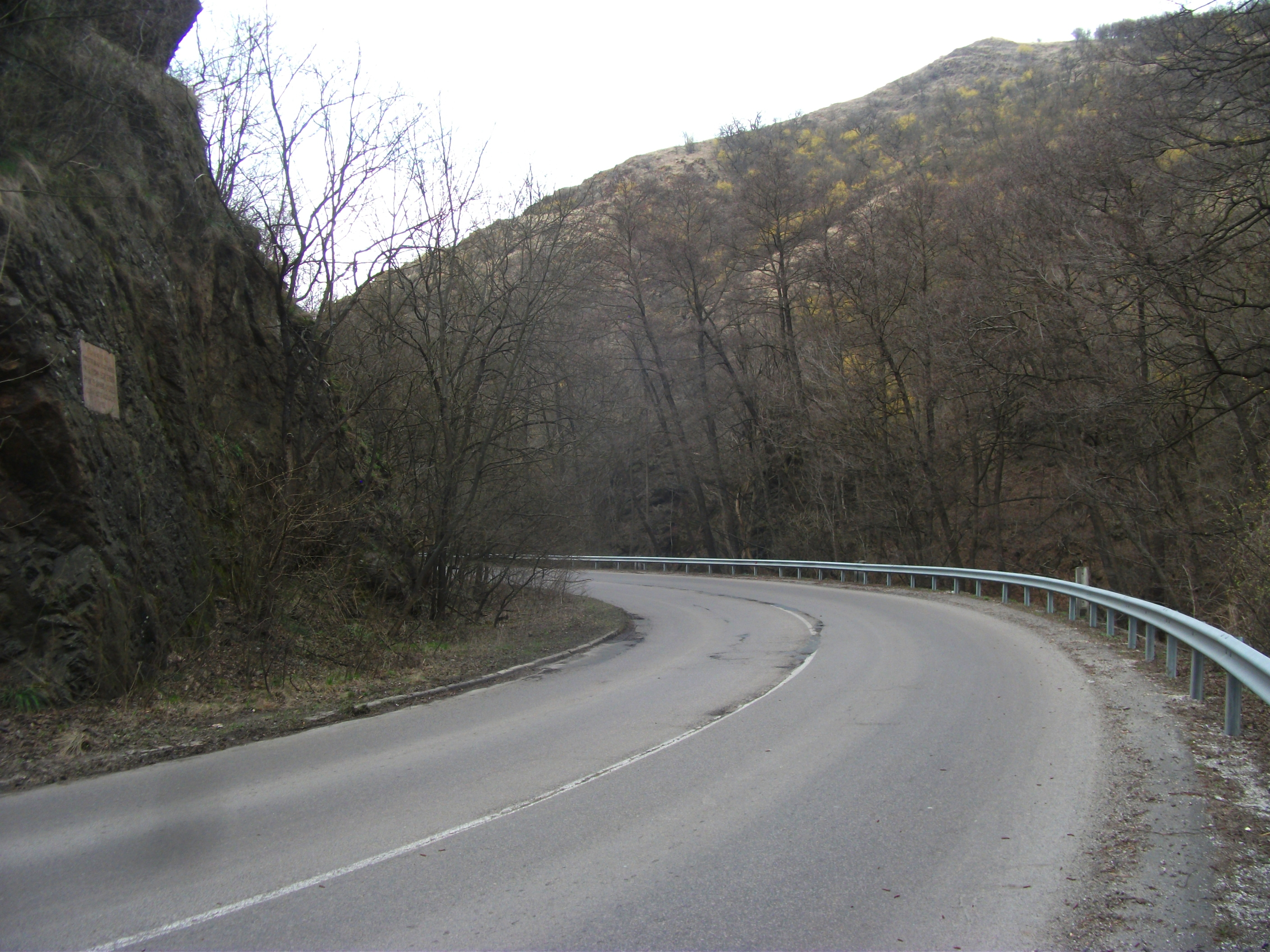
A Pyrker-szoros Szarvaskő határában, az emléktáblával (a kép bal szélén)

Az egyik átjáró az Eger-patak nyugati oldalán, a Töviskes-völgyön át vezetett a felnémeti és a szarvaskői határvonalak mentén, az Almár-völgy és a Szénkő-völgy közötti hegygerincen, Egercsehi és Bocs felé, az Eger-patak völgyén át Mónosbél irányába.
A másik átjáró az Eger-patak völgyében vezetett egészen Szarvaskőig, ahol a vámszedő hely is volt, és ezen keresztül fordult a Gilitka-patak völgyébe, majd onnan a Nagyakasztófa-dombon és a Köves-bércen át a Gilitka-kápolna és a Telekessy-ház érintésével jutott el Bélapátfalvára, illetve Mónosbélbe. Ez az út a 18. század közepétől vette át a forgalom jelentős részét, egészen a Pyrker-út megépítéséig. Az 1840 előtt hegyen-völgyön átvezető erdei utak helyett Pyrker János László egri érsek 1839-ben az Eger-patak szűk, félkörívben kanyarodó völgyében robbantásokkal vájatott szekérutat. A szarvaskői sziklaszurdokban 140 m hosszúságban robbantották le a sziklafalat, jelentősen lerövidítve az utat észak felé. A nemes kezdeményezés megvalósítójára a mai napig fennmaradt emléktábla emlékezteti az arra haladókat ott, ahol ma a 25-ös számú főút vezet keresztül:
Míg e kőszirt áll,

Dicsőíttetni fog nagy neved,

Patriarcha, egri érsek,

Pyrker János László,

Ezen út létrehozásáért.

1840.
1908-ban a Pyrker-úttal csaknem párhuzamosan építették ki az Eger–Putnok gőzüzemű vasútvonalat.
Az első vonat hivatalosan a megnyitáskor, 1908. szeptember 12-én haladt át Szarvaskő vasútállomásán, amely már 1907-ben elkészült. A vonalon három alagút épült, amelyből kettő (76 m és 156 m hosszúságban) Szarvaskőn vezet át. Az állomás 1996. május 16-án teljesen bezárt, és csak táblás megállóhely maradt (rövidke kiszolgáló útja, amely a 25-ös főútból ágazik ki, a 25 303-as számozást viseli). Jelenleg naponta négy pár személyvonat közlekedik.

### Szarvaskő kő- és szénbányászata

#### Geológiai kutatások

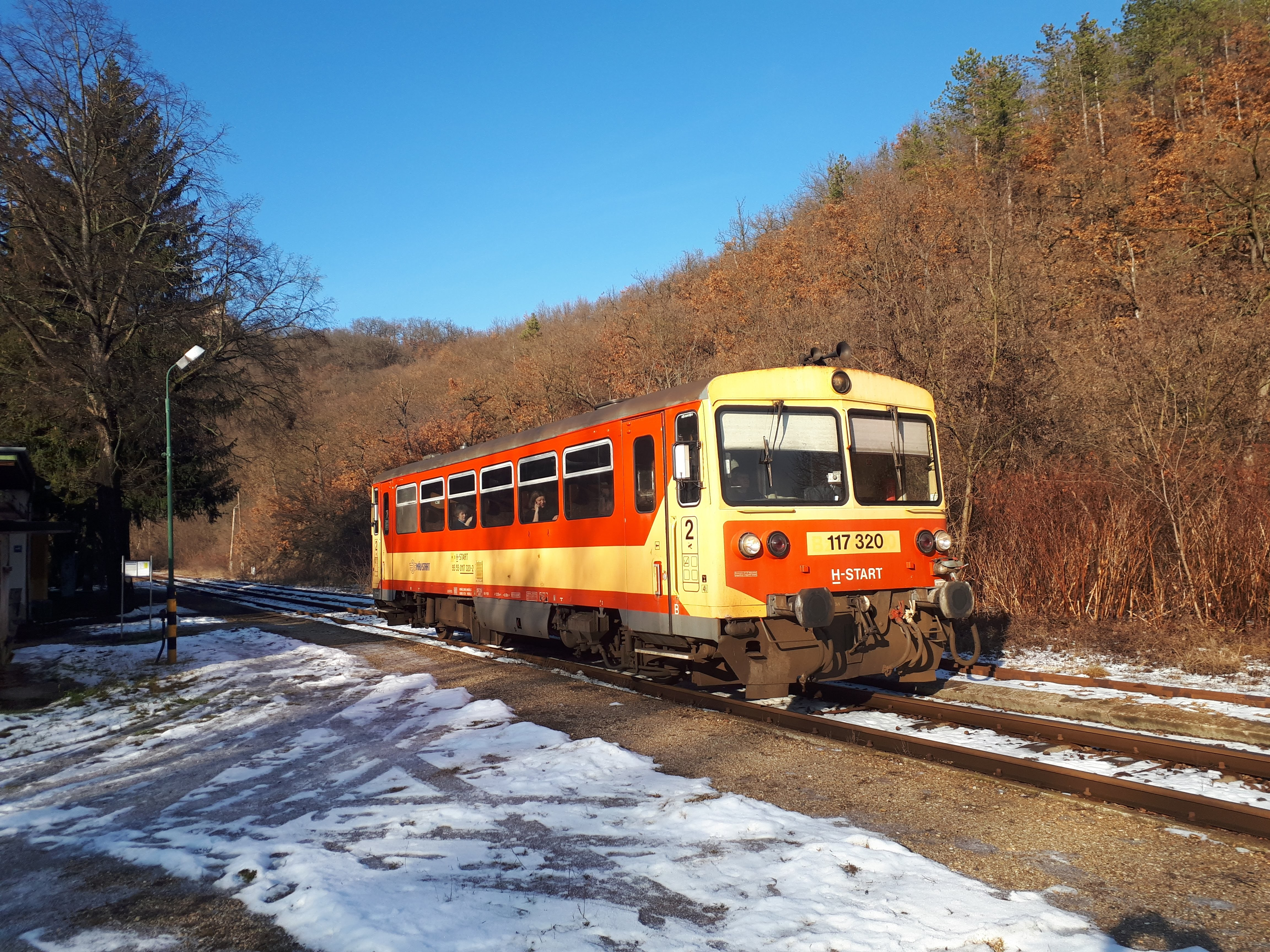
Bzmot motorvonat a faluban télen

Szarvaskő országos, sőt nemzetközi hírnevét földtani szakmai körökben főleg azáltal szerezte meg, hogy az itt lévő gabbró kőzetben nagy vasérc- és titántartalmú kőzet fordul elő.  Szarvaskő határában 1801-ben találtak először vasércet, amit innen még szekerekkel szállítottak a szilvásváradi vaskohóba, amely 1870-ig működött. Egy Fischer nevű geológus állapította meg először, hogy ez az anyag nem egyszerű ásvány, hanem a Bükkben addig nem ismert, többféle ásványból álló összetett kőzet. Ezt a kőzetet először Wehrle Alajos vegyészprofesszor elemezte, és róla nevezték el ezt a kőzetet wehrlitnek 1864-ben. A szarvaskői wehrlit igen magas titán-oxid- és magas vas-oxid-tartalma miatt titánvasércnek minősül. Szentpétery Zsigmond, a szarvaskői gabbró fáradhatatlan kutatója a kőzetet alkotó ásványok egész sorát írja le. A Denevér-táróba és annak közelébe telepített fúrásokból vett mintákat vizsgálva pirit-, kalkopirit-, magnetit-, hematit- és ilmenitérceket figyelt meg. A kezdetben elméleti alapon több millió tonnára becsült érckészlet azonban a későbbi mélyfúrások alapján csekély kiterjedésűnek bizonyult, ezért az ipari termelés sosem indult meg.

#### Kőbányászat
Az iparszerű kőbányászat már az 1830-as évek vége felé elkezdődött Szarvaskőn, amikor Pyrker János László egri érsek megindította az eger–putnoki országút építését. Az út építéséhez nagy mennyiségű kőre volt szükség, ahogy az 1900-as évek elején is, amikor az Eger–Putnoki HÉV épült. A termelt kő diabáz (bazalt) és gabbró volt.

#### Szénbányászat
Szarvaskő első barnakőszén-bányáját már 1796 márciusában megnyitották, azonban magas nedvességtartalma miatt nem akarták használni, ezért a bányát be kellett zárni. Az 1830-as évek végén kutattak itt újra szén után, és a kitermelt szenet szekéren szállították az 1840-ben megépült szarvaskői országútra, amit az érsekuradalom téglaégetőiben, az egri gőzmalomban és a lakosság körében használták fel. 1876-ban beszüntették a termelést, mert a szén a rendkívül nehéz szállítási viszonyok miatt nem juthatott el a távolabbi piacokra. Ekkor még a vasút sem épült meg, ezért a szarvaskői szénbányászat 1877–1919-ig szünetelt. 1922-ben Almárnál, az Eger–Putnok-vasútvonaltól kiindulva az Almár-völgyön át a bányáig megépítettek egy 600 mm nyomtávú gőzüzemű iparvasutat, 5,5 km hosszúságban. Ezután erőteljesen növekedett a termelés. A bányászat teljesen kézi erővel folyt. 1927–1936-ig ismét szünetelt a szénbányászat, majd 1937 és 1947 között a Keselyű-hegy oldalában folytatódott. 1945 után a Szarvaskői Szénbányát az Egercsehi Szénbánya vállalathoz kapcsolták, a vállalat pedig úgy döntött, hogy a gazdaságtalan kitermelés miatt 1947 júliusában befejezi a termelést. 1957 és 1967 között még megnyitottak néhány tárót, de a Nehézipari Minisztérium bányaműszaki főosztálya elrendelte a szarvaskői bányaüzem bezárását, aminek következtében a termelés 1967. július 1-jén végleg megszűnt.
A szénbányászat 1968-ig, a kőbányászat 1979-ig biztosított Szarvaskőnek kiemelt szerepet.

## Népesség
A település népességének változása:
| Lakosok száma | 333  | 339  | 325  | 341  | 371  | 322  | 312  |
|               | 2013 | 2014 | 2015 | 2021 | 2022 | 2023 | 2024 |

A 2011-es népszámlálás során a lakosok 95,4%-a magyarnak, 0,6% cigánynak, 0,3% horvátnak, 0,3% németnek, 0,6% románnak mondta magát (4,3% nem nyilatkozott; a kettős identitások miatt a végösszeg nagyobb lehet 100%-nál). A vallási megoszlás a következő volt: római katolikus 47,7%, református 8,6%, evangélikus 0,9%, felekezeten kívüli 23,4% (16,3% nem nyilatkozott).
2022-ben a lakosság 80,1%-a vallotta magát magyarnak, 0,8% cigánynak, 0,8% németnek, 3,8% egyéb, nem hazai nemzetiségűnek (19,4% nem nyilatkozott; a kettős identitások miatt a végösszeg nagyobb lehet 100%-nál). Vallásuk szerint 29,9% volt római katolikus, 9,4% református, 0,3% evangélikus, 0,5% egyéb keresztény, 16,7% felekezeten kívüli (43,1% nem válaszolt).

## Címere
A településnek 2003 óta van hivatalos címere.

### A címer leírása

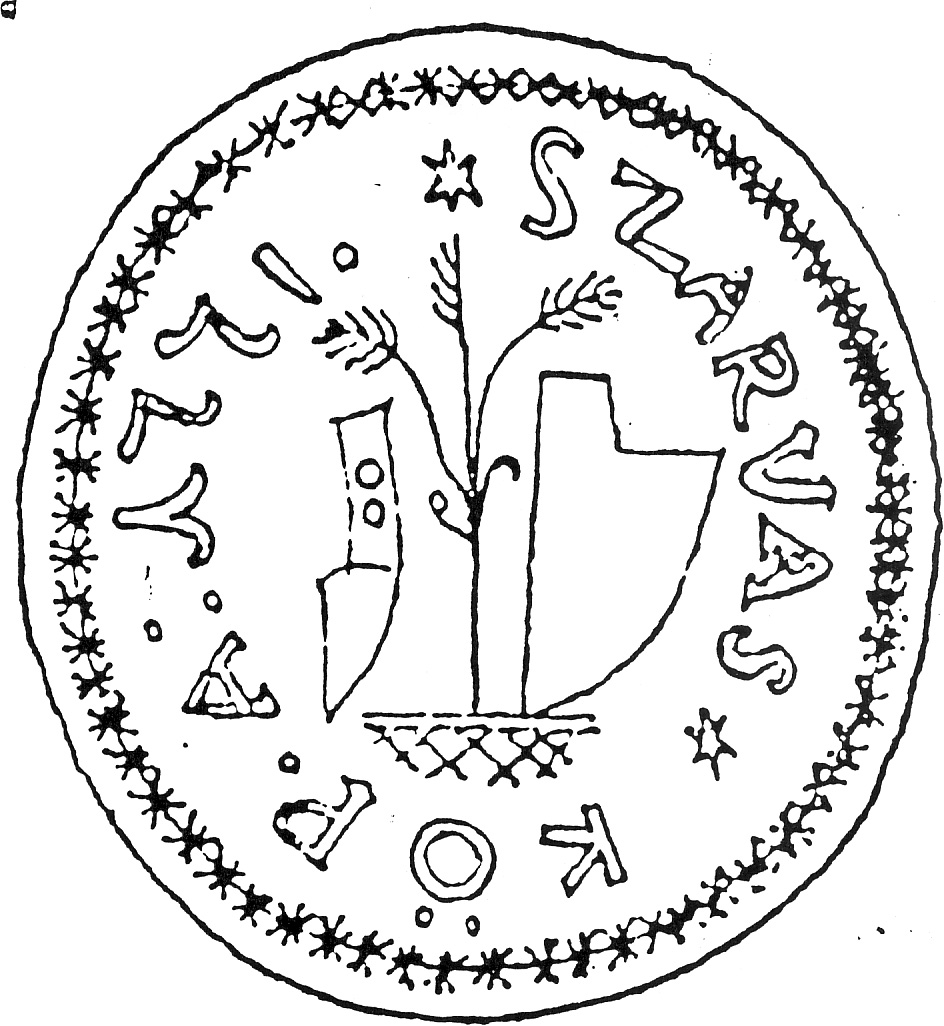
Szarvaskő pecsétje (1771)

Szarvaskő község címere álló, vágott oldalú, csücskös pajzstalpú, ívelt, két oldalon szimmetrikusan letört pajzsfőjű, többszörösen osztott, ezüstsávval szegélyezett pajzs. A vízszintes osztás ezüstszínű hullámsáv (amely az Eger-patakot szimbolizálja), és a mértani középvonaltól kicsit lejjebb helyezkedik el. Az alsó és a felső pajzsrész osztása szimmetrikus. A pajzs felső jobb oldali mezője zöld színű, benne egy szarvasbika áll, utalva a település nevének keletkezését magyarázó mondabeli szarvasra. A pajzs felső bal oldali mezője kék (égszínkék) színű, benne a várhegy sziluettje, amely sötétbarna, feketével erezett, tetején bal oldalon a várrom, középen kereszt (mely a vár hovatartozását és a településen élők vallási kötődését jelképezi). A pajzs jobb alsó mezője kék (égszínkék) színű, benne két tölgylevél makkal. A tölgylevél sötétzöld színű, erezett, a makk arany- és sötétbarna színű. A pajzs bal alsó mezője zöld színű, benne az 1771-es pecsétnyomó motívumai: az ezüstszínű ekevas és csoroszlya, közöttük aranyszínű, háromágú búzakalász. A pajzs alatt lebegő aranyszínű, fecskefarkú szalagon az ősmagyar rovásírásra emlékeztető betűkkel a Szarvaskő felirat olvasható.

## Közigazgatás

### Önkormányzat

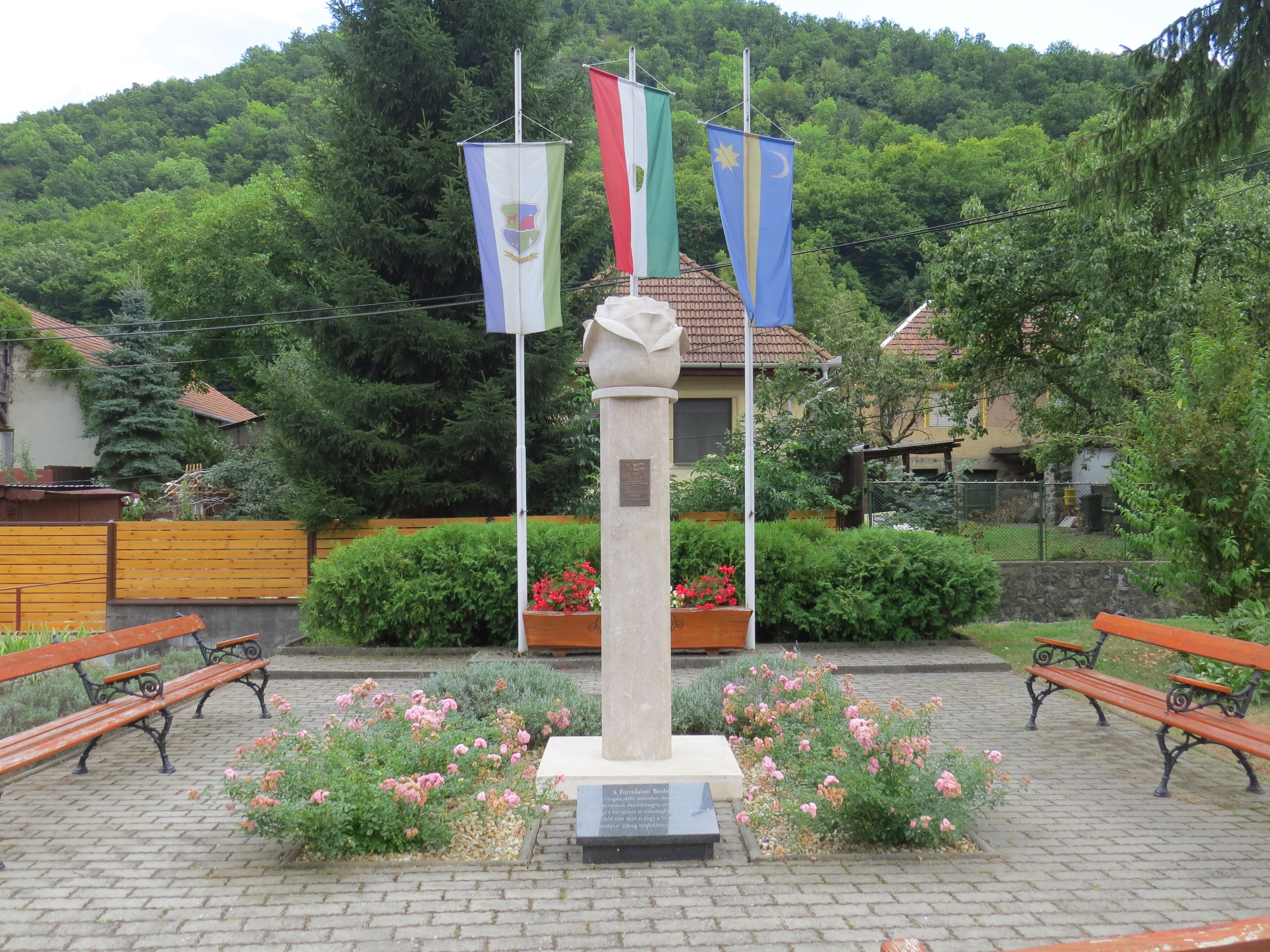
A Zászló Park Szarvaskőn. A kép előterében a Forradalom Bimbója című 1956-os emlékmű áll, Horváth Tibor szobrászművész alkotása.(2017)

Szarvaskő a második világháború előtt – és még utána is rövid ideig – önálló önkormányzattal rendelkezett, de a felnémeti körjegyzőséghez tartozott. A község élén a községi bíró és a körjegyző állt.
1950-ben Szarvaskőn önálló tanács alakult, mely 1985-ben, a község Egerhez csatolásával szűnt meg. A községi tanács vezetője (1971-ig a végrehajtó bizottság elnöke, azután a tanács elnöke) mindvégig özvegy Tóth Ferencné volt. (Róla nevezték el a településen a Teréz utcát).
1991-ben részönkormányzat alakult a településen, mely 2002. október 20-áig működött, amikor Szarvaskő ismét különvált Egertől, és újra önálló községgé lett. Az első polgármesternek Barta Győzőt választották meg, aki 2014-ig töltötte be ezt a tisztséget. A 2014-es önkormányzati választáson Szabóné Balla Marianna személyében új polgármestert választottak. 2016. október 1-jén Balog Zoltán és Pogácsás Tibor az Idősek Világnapja alkalmából Idősbarát Önkormányzat díjat adott át – többek között – Szarvaskő Község Önkormányzatának.
A településen 2022. július 24-én időközi polgármester-választást kellett tartani, mert a korábbi polgármester 2022 április végén, nyugdíjazása miatt lemondott polgármesteri tisztségéről. Lemondása után a tisztségét ügyvezetőként Nahóczki László alpolgármester vette át, viszont egy kialakult botránya miatt május 2-án ő is lemondott tisztségéről, majd a képviselő-testület feloszlatta magát. A polgármesteri feladatokat ügyvivőként ideiglenesen dr. Zsirai Sándor vette át az időközi választásokig. Az időközi választásokat a 7 polgármesterjelölt közül Kocsa Erika nyerte 54 szavazattal (25.96%). Ezzel az eredménnyel ő lett Szarvaskő eddigi legkevesebb szavazattal nyertes polgármestere.

### Polgármesterek 2002 óta
| Név                    | Párt      | Terminus  | Szavazatok száma és aránya            | Megjegyzés / Források                   |
| ---------------------- | --------- | --------- | ------------------------------------- | --------------------------------------- |
| Barta Győző            | független | 2002–2014 | 165 szavazat, 88.71% (2 jelölt közül) | 2002-es választási eredmények:          |
| Barta Győző            | független | 2002–2014 | 122 szavazat, 57.01% (2 jelölt közül) | 2006-os választási eredmények:          |
| Barta Győző            | független | 2002–2014 | 93 szavazat, 37.96% (4 jelölt közül)  | 2010-es választási eredmények:          |
| Szabóné Balla Marianna | független | 2014–2022 | 125 szavazat, 58.41% (3 jelölt közül) | 2014-es választási eredmények:          |
| Szabóné Balla Marianna | független | 2014–2022 | 167 szavazat, 71.98% (2 jelölt közül) | 2019-es választási eredmények:          |
| Nahóczki László        | független | 2022      | -                                     | alpolgármester (ügyvivőként)            |
| Dr. Zsirai Sándor      | független | 2022      | -                                     | alpolgármester (ügyvivőként)            |
| Kocsa Erika            | független | 2022–2024 | 54 szavazat, 25.96% (7 jelölt közül)  | A 2022-es időközi választás eredményei: |
| Benkó Dániel           | független | 2024–     | 122 szavazat, 51.48% (3 jelölt közül) | A 2024-es választás eredményei:         |

### Fontosabb fejlesztések

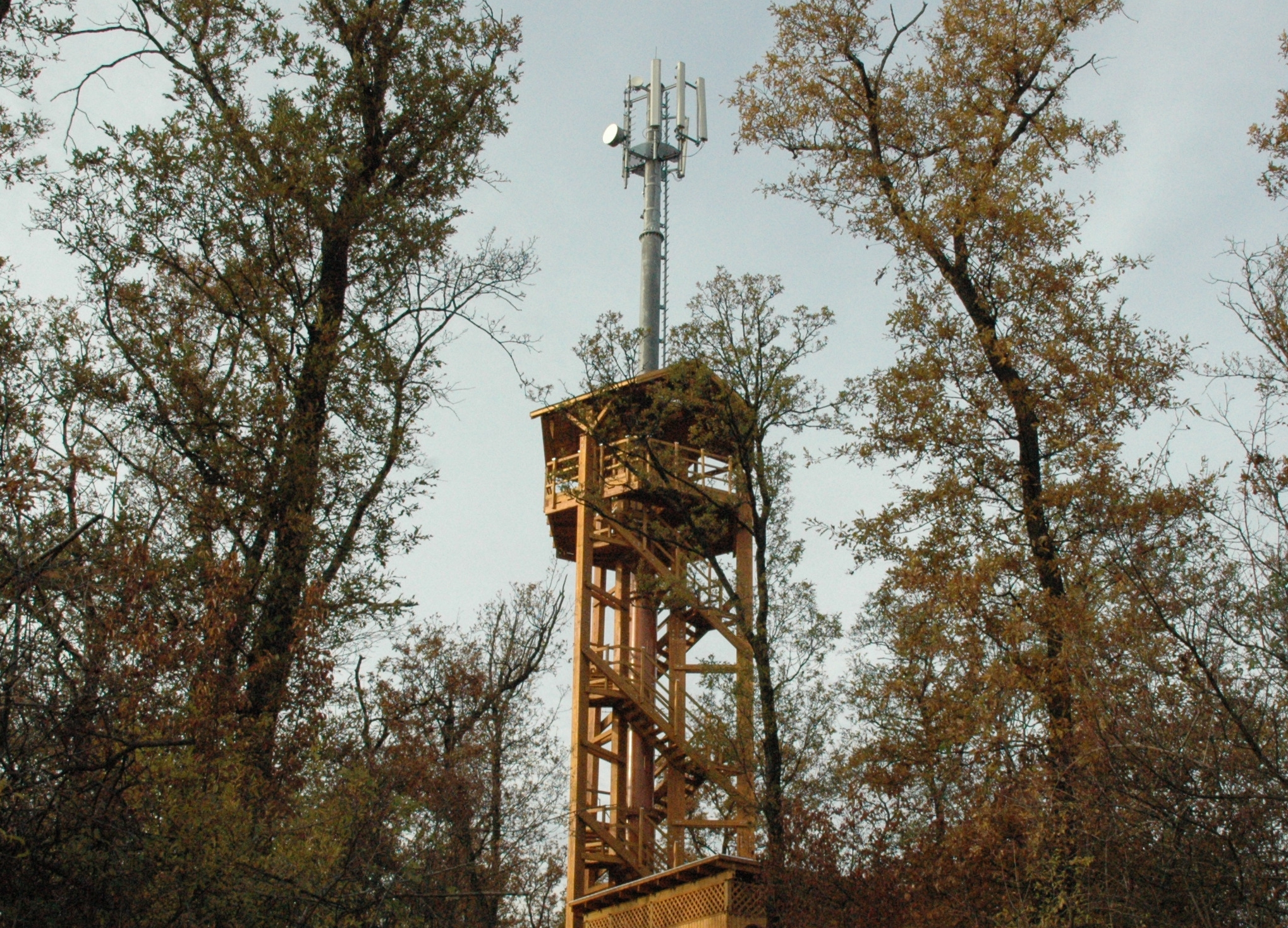
A Major-tetői kilátó Szarvaskőn

- Az 1950-es évek közepére a lakosság saját anyagi és fizikai erejével építette ki a vezetékes vízhálózatot a Mária-kútjától.[47]
- Az 1958–1959-es esztendők mérföldkő voltak Szarvaskő történetében, mert ekkor vezették be itt a villanyt.[48]
- Az 1960-as évek elejéig a közúti forgalom a falu keskeny Fő utcáján, a falu közepén ment át. Az utat nem lehetett szélesíteni a házaktól, ezért a közúti igazgatóság kisajátította a Fő úti házak Eger-patak felőli kertjeinek a végét, és a patak partján, a falu szélén vezette el a 25. számú főútvonalat.
- 1960-ban felépült az új, kétszintes, két tantermes általános iskola. (1970-ben aztán megszűnt a felső tagozat, 1975-ben pedig teljesen bezárt az iskola.)[4]
- 1963-ban feltöltötték az italbolt előtti központi teret, és egy kőlábú hídat építettek az Eger-patakon át a Borsod utcába.
- 1965-ben épült fel az új tanácsháza (a mai községháza épülete), és ekkor lett először önálló orvosi rendelője is a falunak.
- 2004 végén adták át a Major-tetői kilátót, miután a község vezetésének sikerült megegyeznie az egyik mobilszolgáltatóval oly módon, hogy az az adótorony köré egy faszerkezetű kilátót is építsen.[49]
- 2020-ban kiépül a szennyvízcsatorna-hálózat de a település földgázzal történő ellátását még nem sikerült megvalósítani.

## Szarvaskő ismertebb helynevei

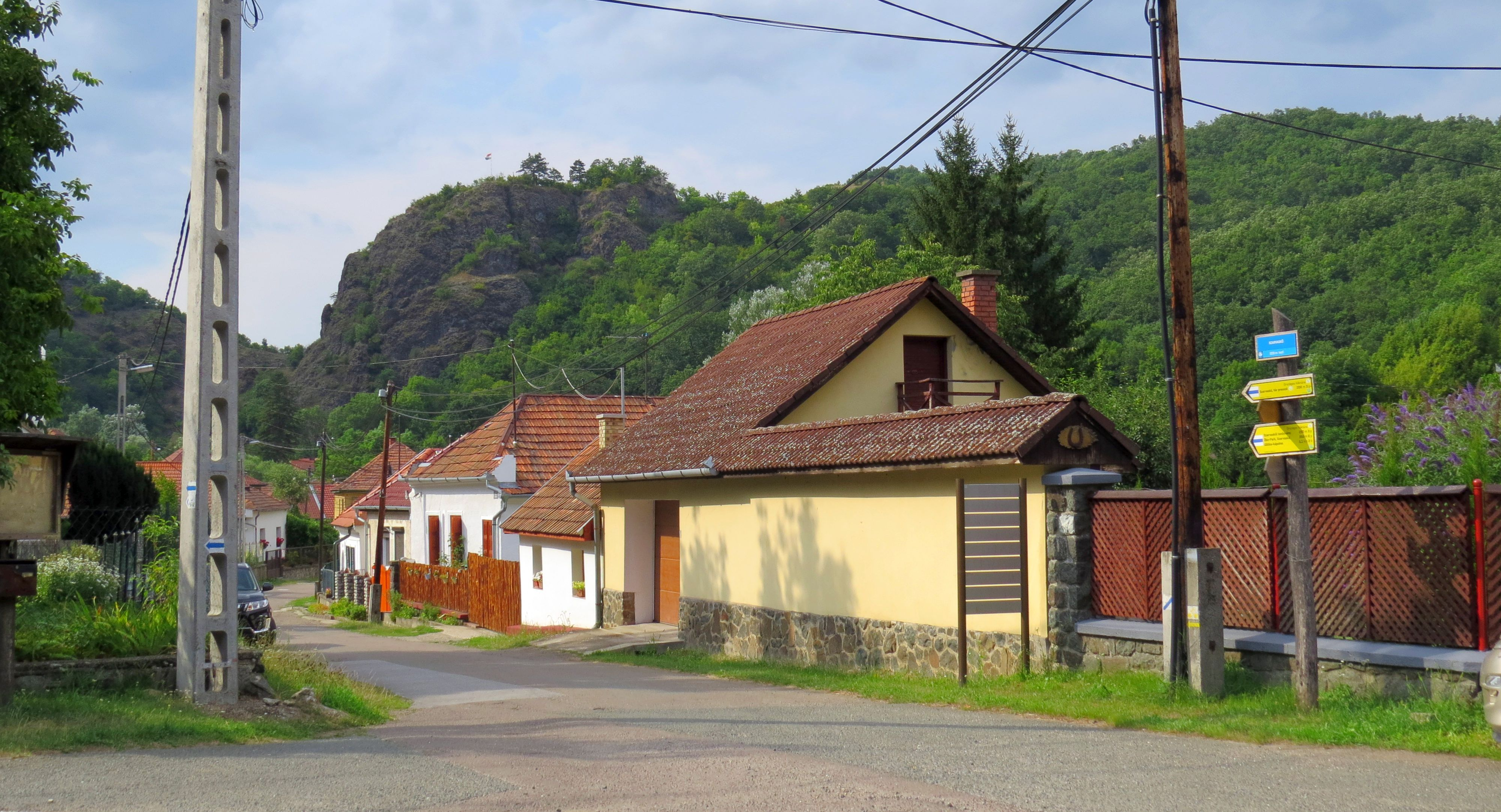
Jellegzetes szarvaskői utcarészlet, háttérben a Várheggyel (2019)

- Akasztófa-hegy (Akasztódomb): Szarvaskő egyik legszebb kilátópontja a falu északi határán. Nevét onnan kapta, hogy a váruradalomhoz tartozó falvakból ide, a világtól elzárt Szarvaskői várba hozták a törvény ellen súlyosan vétőket, és halálos ítéletüket az Akasztófa-dombon hajtották végre.[50]
- Hegyeskő: a szarvaskői határ szép panorámájú kilátópontja. A vulkanikus bazaltkúp annak idején szigetként állt ki az azt körülvevő miocén tengerből.
- Kecskefar: a mai Újtelep. A legenda szerint volt itt régen egy fiatal tarvágás, és a falubeliek ezen a helyen titkon kecskéket legeltettek. Ebből nagy ribillió lett, mert az egri püspök erdőkerülői ezt észlelve, megfogták a kecskék farkát, és bottal jól elverve a kecskék farát, kikergették azokat a vágásból. A legeltetés itt szigorúan tilos volt, mert a kecskék a friss vágásban igen nagy pusztítást tudtak csinálni.[51]
- Keselyű-hegy, Keselyű-bérc: a Szarvaskőt körülölelő hegyek közül ez a legnagyobb és a legmagasabb (444 m).
- Major-tető: a falu délnyugati részét határoló hegy (369 m magas). Ma a Bükki Nemzeti Park területének része. Tetején 2004-ben adtak át egy 30 méter magas, faszerkezetű kilátót.
- Nyugodó: a második világháború előtti érsekuradalmi almáskert területét az 1946. évi földosztáskor felparcellázták, hogy a szarvaskői emberek művelhessék azt. A Rákosi-rendszerben működő mezőgazdaság romboló politikájának hatására ezek a földek eladásra kerültek, és itt alakult ki a kezdetben csak hétvégi, majd egyre inkább állandó lakhelyül szolgáló új szarvaskői településrész.[52]
- Szérű: Szarvaskő községben a 18. század végére a földrajzi viszonyok kényszerítő hatására olyan, speciális települési rendszer alakult ki, amely három fő területre tagolódik, de amelyek egymástól elválaszthatatlan egységet képeznek. Ezek a fő részek a lakóhely, a falu, a megművelt termőterület, a munkahely, a határ, és a kettő között a legoptimálisabb helyen kiépített ólaskert, illetve helyi nevén a szérű, a tanya.[53]
- Várhegy: vulkanikus eredetű sziklahegy, mely Szarvaskő egyik jelképe, címerének része, és legnagyobb látványossága. Nevét középkori váráról kapta, amely sasfészekként uralta a falut. Ez a hegy is a Bükki Nemzeti Park védett területe.
- Vaskapu: az 1700-as évek végén felfedezett vulkanikus eredetű, vastartalmú gabbró és wehrlit kőzetelőfordulásokhoz kapcsolódik. Eger felől az Egri-völgyön át érkezve itt van a vasérc-előfordulások délnyugati széle, vagyis a vas kapuja, a Vaskapu. A II. világháború után az Eger-patak völgyének ezen a részén felparcellázott érsekuradalmi földeken alakult ki Szarvaskő üdülő-, de később egyre inkább állandóan lakottá váló legújabb településrésze.

## Rendezvények
- Falunap (2005 óta minden év júliusában rendezték. 2015-ben tartották legutóbb).
- A falu búcsújának napja (július 24. – azon a vasárnapon tartják, amelyik a legközelebb van június 24-éhez) [54]
- Csipkebogyó fesztivál (2008 óta minden év október harmadik hétvégéjén)

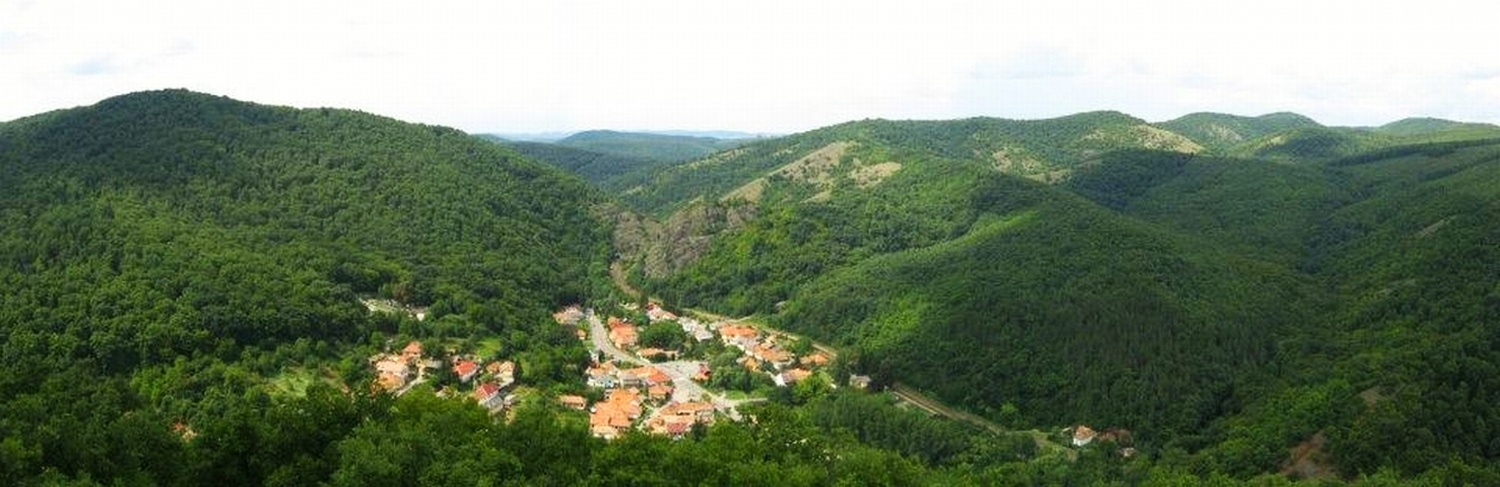
Szarvaskő látképe a Major-tetőről

## Nevezetességei
- A szarvaskői várrom sziklája
- Szarvaskői Római katolikus templom
- Major-tetői kilátó
- Geológiai tanösvény
- A településen áthalad az Országos Kéktúra. útvonala

## Érdekességek
- Amikor Görgey az 1848–49. évi szabadságharc idején Felvidékről Erdélybe vonult, seregével a Pyrker-szoroson haladt át, hogy egyesüljön Bem apó hadával.[55]
- A szarvaskői közgyűlés 1926. június 20-án gróf Bethlen István miniszterelnököt, Búzás Ágoston körjegyző javaslatára, Szarvaskő díszpolgárává választotta.
- Az egykori szarvaskői erdészházban forgatták Fábri Zoltán 1969-es, Isten hozta, őrnagy úr! című filmjét.[56]

## A településről eddig megjelent művek
- Tóth István: Szarvaskő – Egy csepp Magyarország, egy tenyérnyi haza. Szülőfalum természetrajza, története és néprajza (2005)
- Kárpáti János: Szarvaskő – Történelem és természet (2015)

## Képgaléria

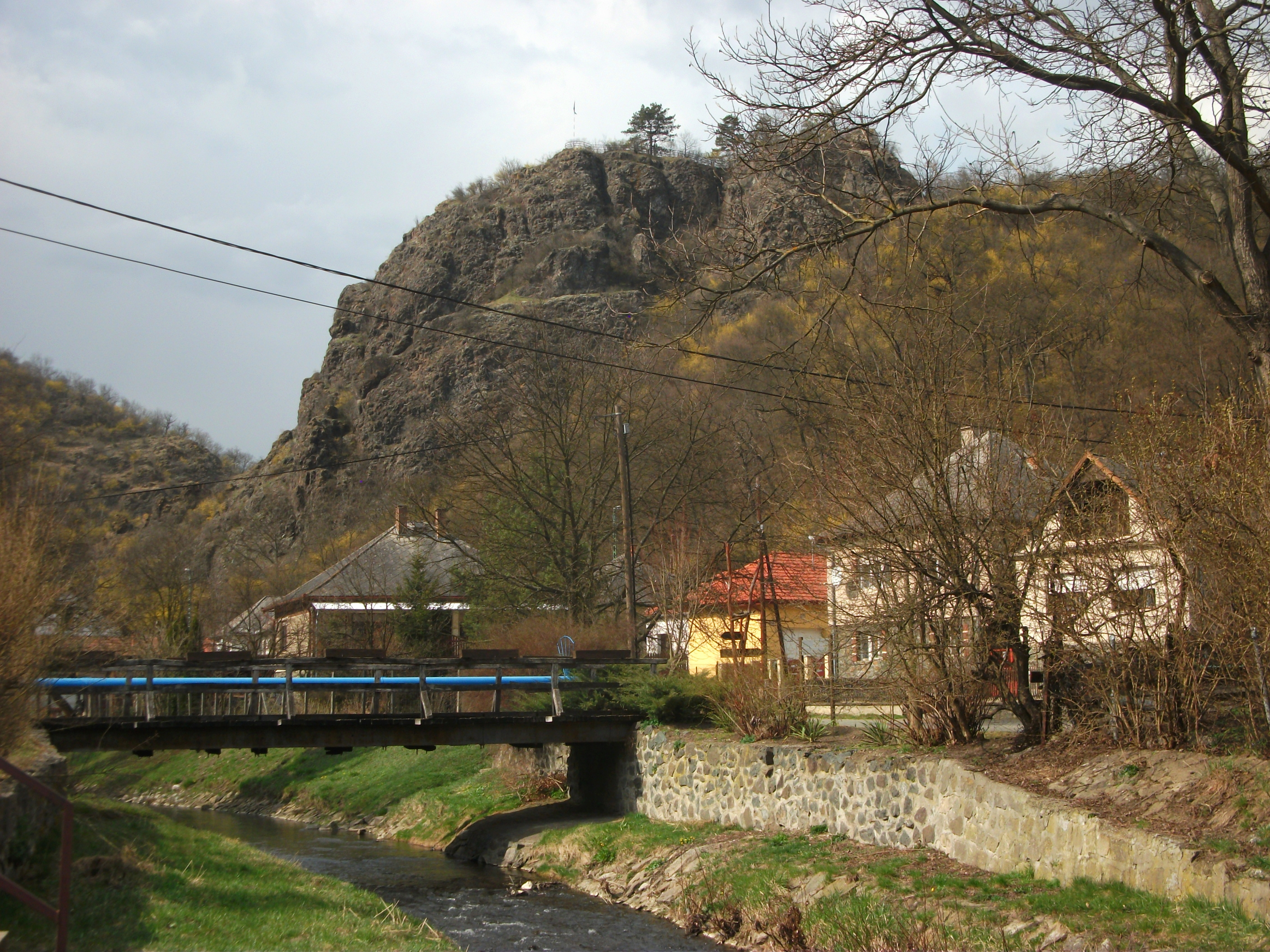
A szarvaskői Várhegy látképe az Eger-patak partjáról (2015)
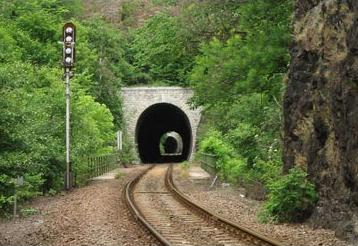
Szarvaskő alagútjai a Pyrker-út felől
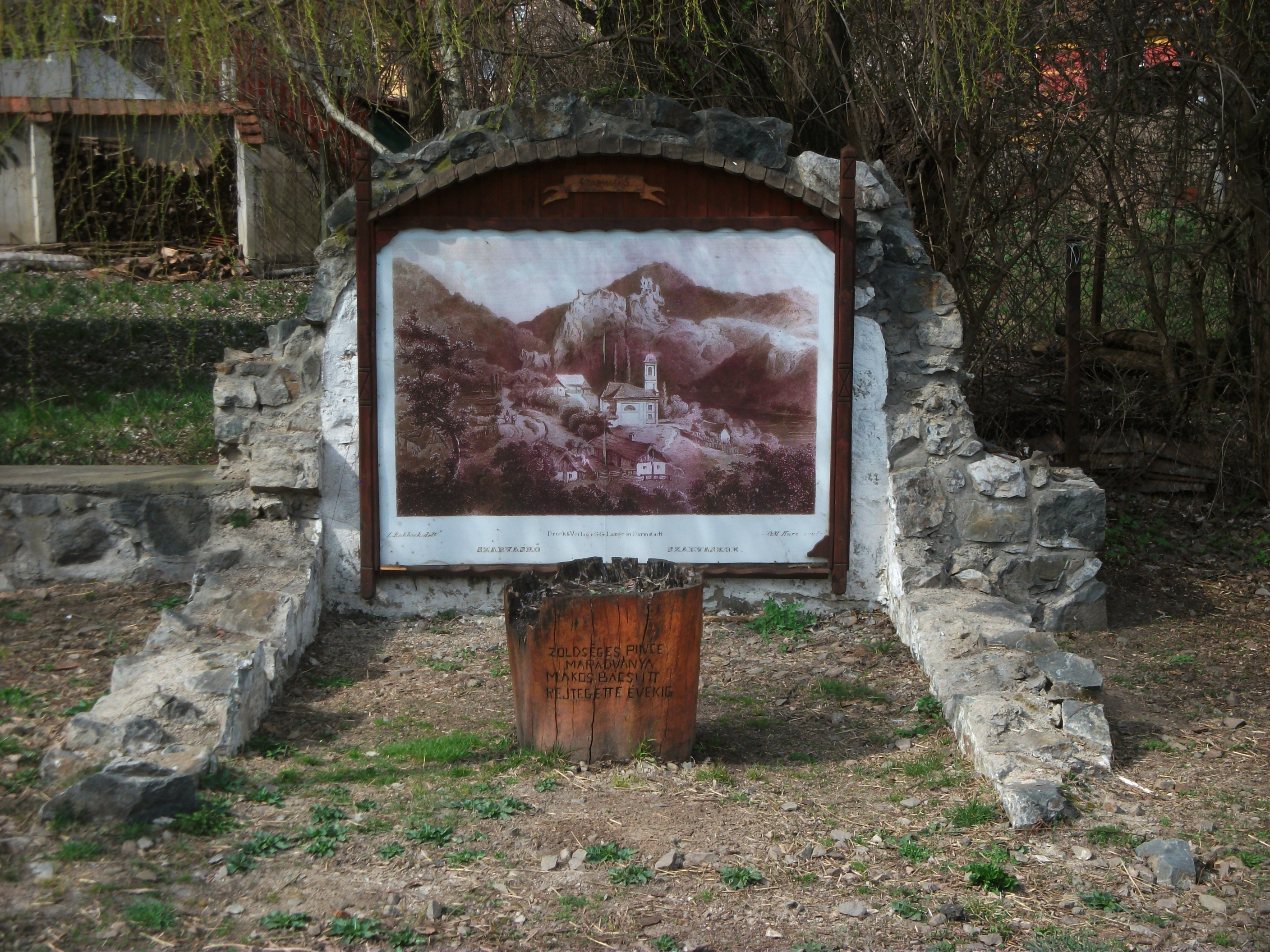
Szarvaskő egyik emlékműve
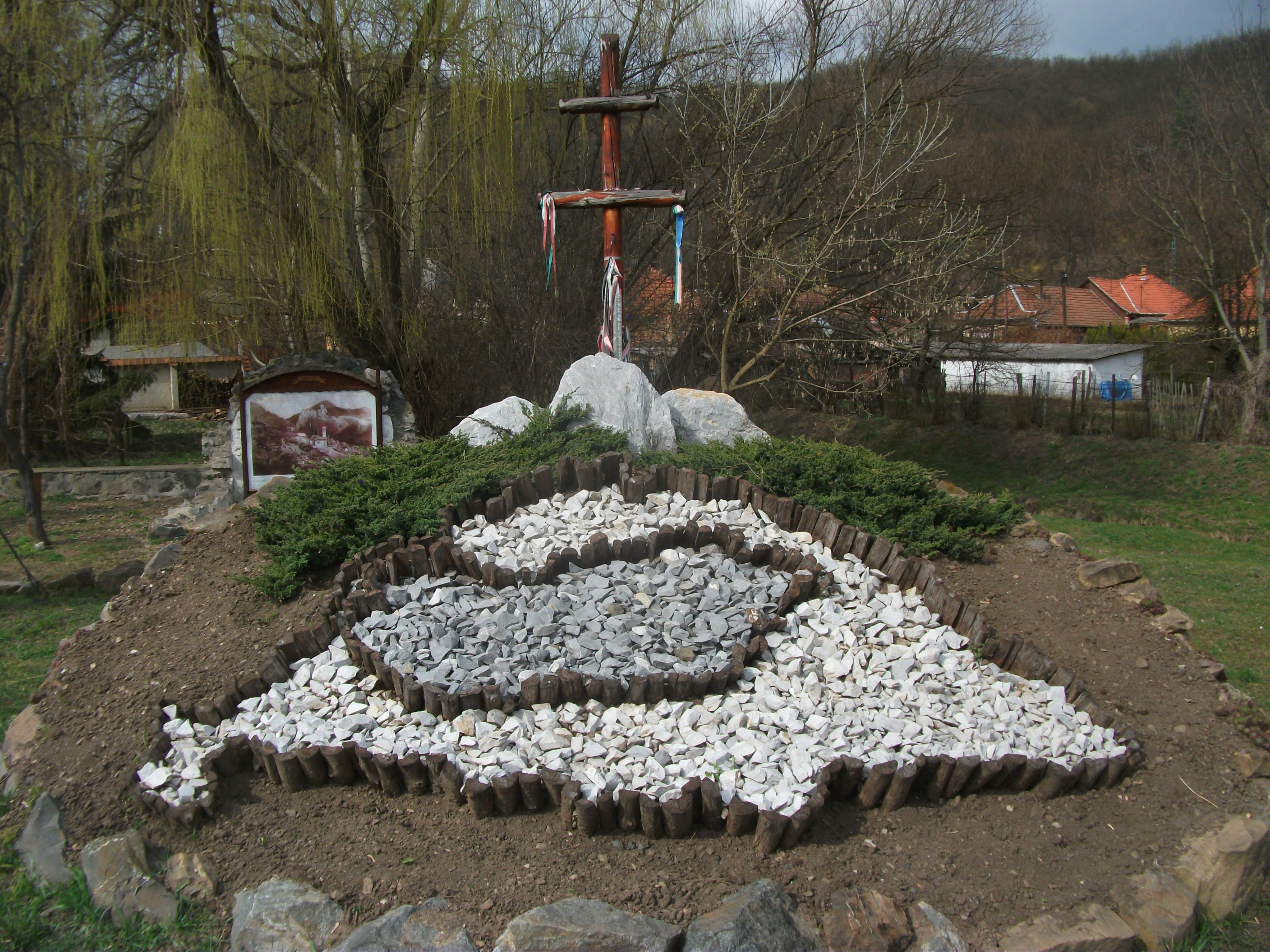
A Trianoni Emlékmű Szarvaskőn (2010-ben épült 2019-ben elbontották)
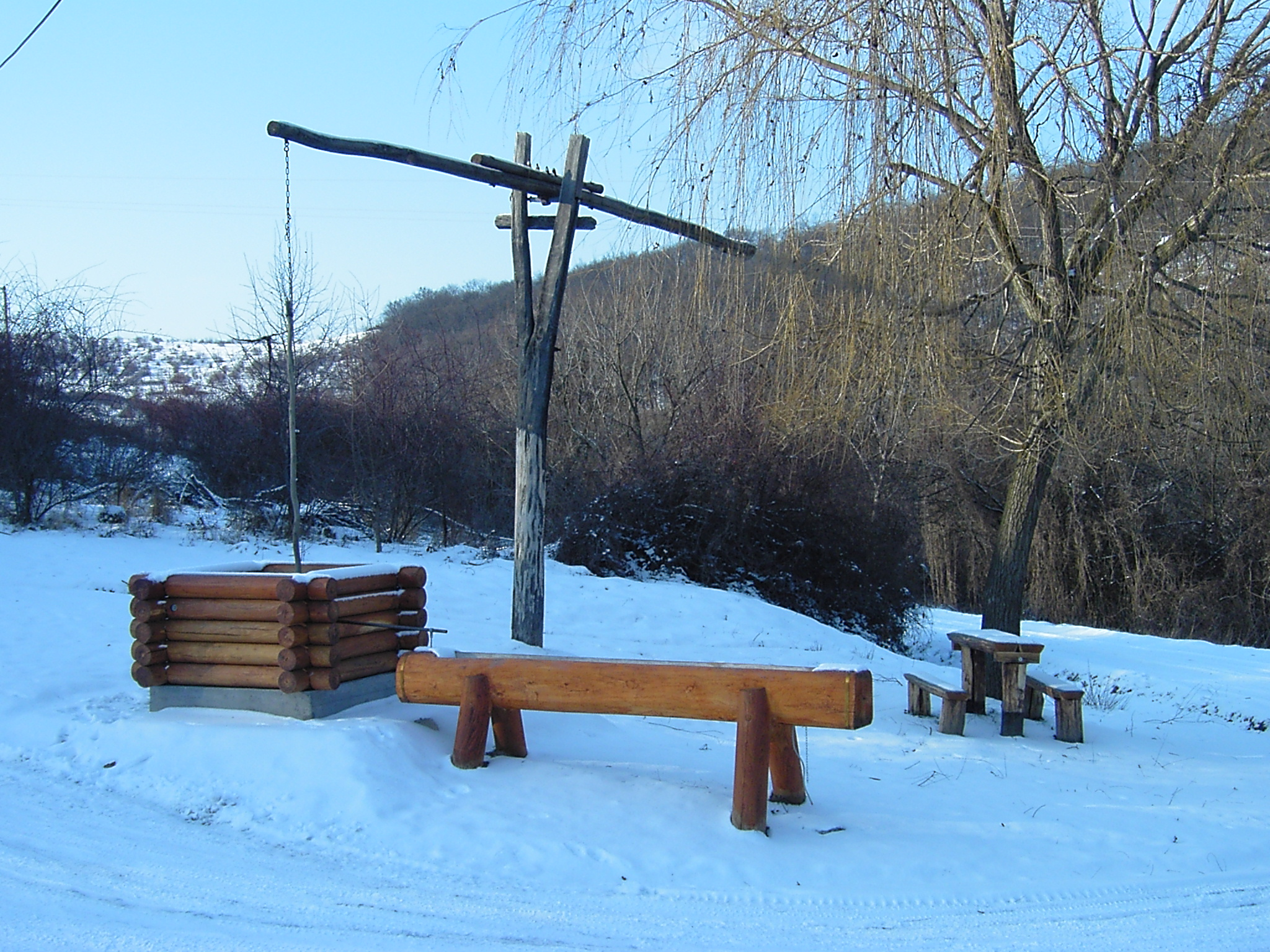
A „Vállós-kút” a szarvaskői szérűn
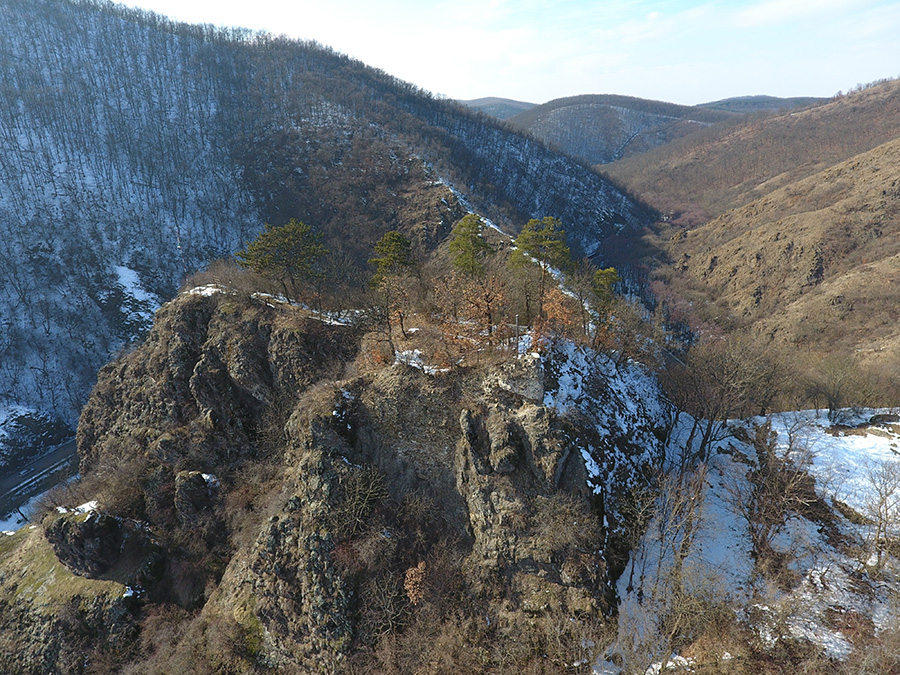
A szarvaskői várhegy télen
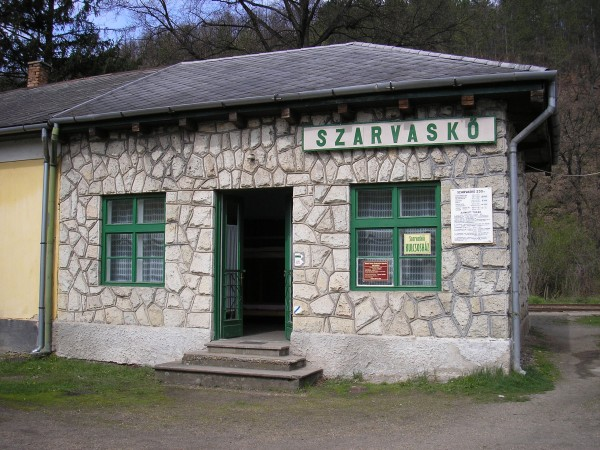
A „Kulcsosház”
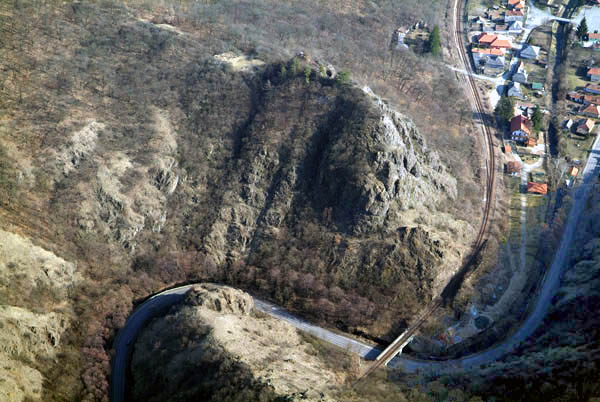
Szarvaskő vára légi fotón
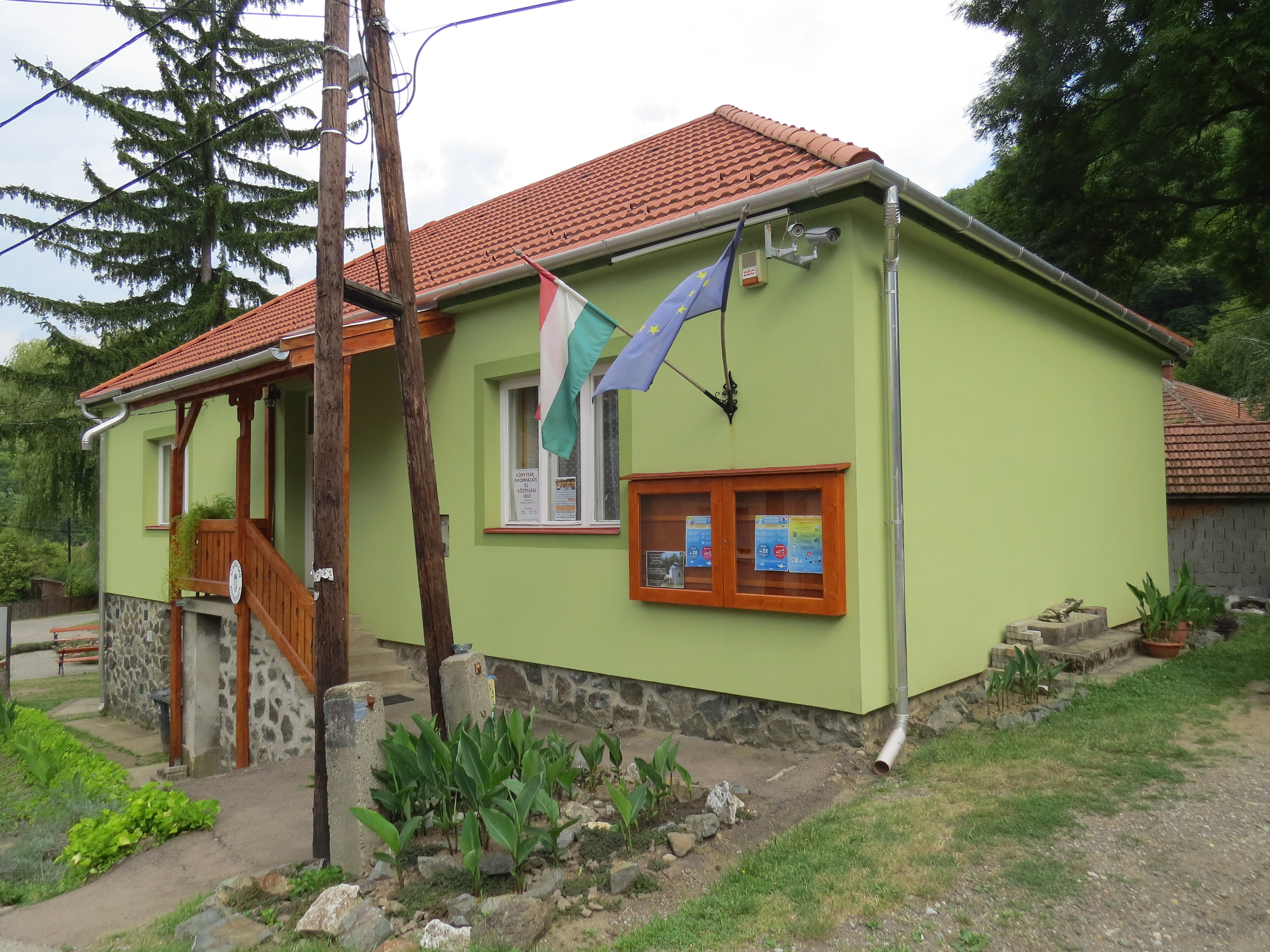
A Szarvaskői Önkormányzat épülete 2019-ben

## Megjegyzés
1. ↑  népies nevén csalakő